# Leon Douglas
Leon Douglas (Leighton, 26 agosto 1954) è un ex cestista e allenatore di pallacanestro statunitense, di ruolo centro, professionista nella NBA, in Italia e in Francia.

## Biografia
È fratello di John, anche lui cestista e talvolta compagno di squadra.

## Carriera
Fu scelto al Draft NBA 1976 dai Detroit Pistons. Giocò quattro anni a Detroit, per poi passare ai Kansas City Kings.
Nel 1982 arrivò in Italia e si accasò alla Carrera Venezia. Nel campionato in Laguna mostrò le sue capacità di realizzatore, ma soprattutto di rimbalzista. Dopo una stagione in Francia tra le file del Limoges, nel 1984 tornò nel campionato italiano firmando per la Fortitudo Bologna dove raggiunse il fratello John, che era a Bologna già da un anno. Nei tre anni alla Fortitudo non scese mai sotto i 12 punti e gli 11 rimbalzi di media. Dopo le tre stagioni a Bologna passò a Pistoia, dove le sue medie rimasero alte.
Chiuse la propria carriera da giocatore professionista a Firenze nel 1992, mentre l'anno successivo diventò assistente allenatore sulla panchina pistoiese.

## Palmarès

### Giocatore

#### Club
- Campionato francese: 1

CSP Limoges: 1983-84

#### Individuale
- NCAA AP All-America Second Team (1975)
- NCAA AP All-America Third Team (1976)